# The Harimaya Bridge はりまや橋
『The Harimaya Bridge はりまや橋』は、2008年 – 2009年製作、2009年6月6日高知先行、同13日日本全国公開の日本・アメリカ合衆国・韓国による3か国合作映画である。ロケ地は、日本の高知県内と米国のサンフランシスコである。『リーサル・ウェポンシリーズ』、『カラーパープル』、『ブラインドネス』などに出演しているハリウッドの国際的スター俳優のダニー・グローヴァーがエグゼクティヴ・プロデューサーとなり、出演もする。

## 概要
23歳になる1992年から1年間、文部省（現在の文部科学省）により、高知県高岡郡佐川町に外国語指導助手（ALT）として派遣され、四季を通じて高知に暮らしたアロン・ウルフォークが、帰国後の1993年、ニューヨーク市のコロンビア大学大学院芸術学科映画専攻で学び、みずからの長篇劇映画第1作のメイン舞台に高知を選んだ。
ウルフォークの住むロサンゼルスで劇団「ロビー・シアター・カンパニー」を1994年に設立、多文化主義の演劇と後進の育成にも力を注ぎ活動を続けるダニー・グローヴァーとベン・ギロリが、ともに本作に出演する。ウルフォークは同劇団のために戯曲も執筆しているが、ウルフォークのこのデビュー作で、ふたりは、スティーヴン・スピルバーグ監督の『カラーパープル』（1985年）以来、映画では23年ぶりの共演を果たす。
本作の製作は、2008年5月、第61回カンヌ国際映画祭で、エグゼクティヴ・プロデューサーのグローヴァーが選んだ女優高岡早紀のヒロインとしての出演とともに発表された。同年6月3日 - 7月5日、高知ロケを行ない、同年7月25日未明のサンフランシスコロケのクランクアップを経て12月完成、翌2009年のカンヌ国際映画祭への出品を目指し、日本公開は2009年6月6日にTOHOシネマズ高知で先行公開、同13日に全国公開である。本作は、「アフリカ系アメリカ人監督が初めて日本で撮影した映画」となる。
2009年3月31日、新宿駅東口のステーションスクエアで行なわれた、misonoと姉・倖田來未とのコラボシングル『It's all Love!』発売記念シークレットライヴの席上で、misonoは、本作の全世界統一主題歌を、自らが作詞して歌っていることを発表した。misonoによる本作の主題歌『終点 〜君の腕の中〜』は同年6月10日に発売された。
同年5月13日 - 同月24日に開催された第62回カンヌ国際映画祭マルシェで上映され、同映画祭では、ダニー・グローヴァーが高知について「人々が大切である」旨を、ウルフォークについては「自らの体験を普遍的な作品へと進化させる繊細さとバランスがある」旨を語った。同年10月15日 - 同月25日にアメリカ合衆国ハワイ州ホノルルおよびワイキキ等で開催される第29回ハワイ国際映画祭に正式出品されることが決定した。同映画祭は、小栗康平の『泥の河』、山田洋次の『たそがれ清兵衛』がグランプリを獲得した映画祭である。

## キャスト
| - ベン・ギロリ （ダニエル・ホルダー） - 高岡早紀 （ノリコ・クボ） - 清水美沙 （ユイコ・ハラ） - ダニー・グローヴァー （ジョゼフ・ホルダー） | - misono （サイタ・ナカヤマ） - 穂のか （エミ） - ヴィクター・グラント （ミッキー・ホルダー） - アーダ・ウルフォーク （リンジー・ホルダー） - 白石美帆 （カヨ・タケウチ） | - 浜田晃 （シムラ校長） - 織本順吉 （トモキ・シデ） - ピーター・コヨーテ （アルバート・タニー） - 山崎一 （クンジ・イノウエ） - 北見敏之 （クボ氏） - 柏木由紀子 （クボ夫人） |

## スタッフ
- エグゼクティヴ・プロデューサー　ダニー・グローヴァー、與田尚志、キム・ウィジュン
- プロデューサー　コウ・モリ、アーロン・ウールフォーク
- 共同プロデューサー　木村立哉、紀伊宗之
- ラインプロデューサー　中林千賀子、ティム・ハームス
- ポストプロダクション・スーパーバイザー　西村敬喜
- 監督・脚本 アーロン・ウールフォーク
- 撮影監督　中堀正夫
- 照明　武山弘道
- 録音　高田林
- 美術　田口貴久
- 編集　ジョン・コニグリオ
- 音楽　丸山和範
- サンフランシスコ・ユニット 
  - 撮影監督　ブラッドリー・ストンサイファー
  - 録音　デイヴィッド・シルバーバーグ　
  - 美術　アダム・グレイ
- 主題歌　misono『終点 〜君の腕の中〜』（作詞misono）[11]
- 宣伝 　ブースタープロジェクト
- 製作　Harimaya Bridge,LLP.(ラテルナ、イレブンアーツ、SSD、東映ビデオ)

## 関連事項
- 播磨屋橋
- 第61回カンヌ国際映画祭 （en:2008 Cannes Film Festival、カンヌ国際映画祭）
- 第62回カンヌ国際映画祭 （en:2009 Cannes Film Festival）
- ハワイ国際映画祭 （en:Hawaii International Film Festival）
- 司牡丹